# Centaurea mesopotamica
Centaurea mesopotamica — вид квіткових рослин айстрових (Asteraceae). Ареал: Ірак, Сирія, Саудівська Аравія, Кувейт.